# جيب هينسارلينغ
توماس جيب هينسارلينغ (بالإنجليزية: Thomas Jeb Hensarling)‏ هو سياسي أمريكي من الحزب الجمهوري ولد في يوم 29 مارس 1957 في بلدة ستيفنفيل في تكساس. هو عضو سابق في مجلس النواب الأمريكي من 2003 إلى سنة 2019.